# 辛辛那提 (愛荷華州)
辛辛那提（英語：Cincinnati）是一個位於美國愛荷華州阿珀努斯縣的城市。

## 地理
辛辛那提的座標為40°37′49″N 92°55′25″W / 40.63028°N 92.92361°W，而該地的平均海拔高度為313米（即1027英尺）。

## 人口
根據2010年美國人口普查的數據，辛辛那提的面積為4.53平方千米，均為陸地。當地共有人口357人，而人口密度為每平方千米78人。

## 外部連結
- City-Data （页面存档备份，存于） Comprehensive Statistical Data and more about Cincinnati